# Sociotype
Un sociotype est une catégorisation de groupes d'individus en fonction de caractéristiques communes telles que la culture ou la qualité des individus. Les sociotypes sont utilisés notamment en sociologie et en psychologie.
En voici quelques exemples :
- les sociostyles qui regroupent des individus ayant des comportements, des styles de vie, conditions de vie et opinions similaires ;
- les classes sociales qui sont définies par des groupements d'individus partageant des caractéristiques socio-économiques communes ;
- les types psychologiques catégorisant de manière qualitative des différences individuelles liées à leurs traits de personnalité ;
- etc.